# Максимове (озеро)
Макси́мово (біл. Максімава) — невелике озеро в Верхньодвінському районі Вітебської області Білорусі, на кордоні з Латвією. 
Озеро розташоване за 23 км на північний захід від міста Верхньодвінськ. 
Довжина озера — 1,4 км, ширина — 600 м, площа — 0,4 км². Озеро стікає струмком до річки Росиця, правої притоки Західної Двіни. 
Озеро обмежене пагорбами висотою до 4 м, вкриті лісами, місцями розорані. Береги низькі, місцями болотисті, подекуди зарослі чагарниками та лісом. У центрі лежить невеликий острів площею 0,8 га (територія Білорусі).